# Alfred Csallner
Alfred Karl Csallner (* 10. April 1895 in Bistritz, Königreich Ungarn, Österreich-Ungarn; † 23. Mai 1992 in Altenmarkt) war ein deutscher evangelischer Pfarrer, Bevölkerungsstatistiker und Eugeniker sowie Autor in Siebenbürgen.

## Leben
Alfred Csallner wurde als Sohn des Ludwig Csallner und seiner Ehefrau Frieda geboren. Er studierte Geschichte, Geographie und Theologie in Budapest, Wien und Berlin. Von 1918 bis 1922 war er Gymnasiallehrer in Bistrița, danach bis 1923 Seminarprofessor an der Lehrerinnenbildungsanstalt in Sighișoara (deutsch Schäßburg). Von 1923 bis 1929 betätigte er sich als Pfarrer in Ruja (deutsch Roseln), von 1929 bis 1932 in Slimnic (Stolzenburg) und von 1932 bis 1936 in Șura Mică (deutsch Kleinscheuern).
Zwischen 1936 und 1941 kam er als hauptamtlicher Leiter der Landesarbeitsstelle für Statistik, Bevölkerungspolitik und Sippenwesen im Deutschen Volksrat  für Rumänien zum Einsatz. Sein Gehalt bezahlte der von den Nationalsozialisten vereinnahmte Volksbund für das Deutschtum im Ausland (VDA). Die Landesarbeitsstelle führte umfangreiche statistische Erhebungen bei den Rumäniendeutschen durch, insbesondere bei den Siebenbürger Sachsen, unter anderen mit dem Ziel, ein „Erbgesundheits- und Erbtüchtigkeitsarchiv“ anzulegen. Diese Tätigkeit erweckte den Argwohn rumänischer Staatsstellen, so dass Csallner 1938 zeitweise verhaftet und verhört wurde. 1943 ordnete der „Volksgruppenführer“ der Deutschen Volksgruppe in Rumänien, Andreas Schmidt, die Auflösung der Landesarbeitsstelle und die Vernichtung der Vorarbeiten zur Kartei an.
Nach dem Königlichen Staatsstreich in Rumänien im August 1944 wurde Csallner verhaftet und ins Internierungslager Tirgu Jiu verbracht. Nach seiner Freilassung 1946 arbeitete er wieder als Pfarrer in der Evangelischen Landeskirche Siebenbürgens, so von 1946 bis 1950 als Pfarrverweser wieder in Ruja (deutsch Roseln), von 1950 bis 1961 in Dârlos (deutsch Durles) und von 1962 bis 1965 als Pfarrverweser von Petiș (deutsch Petersdorf bei Marktschelken). Er schrieb nun auch Romane und Kurzgeschichten. Nach zwei Verhaftungen und einer Folge von Verhören und Haussuchungen erhielt er 1974 die Erlaubnis zur Ausreise nach Westdeutschland.
1975 nahm Csallner im Münchner Haus des Deutschen Ostens an einer Tagung der Arbeitsgemeinschaft für südostdeutsche Volks- und Heimatforschung teil, bei der neben dem Veranstalter Friedrich „Fritz“ Cloos zahlreiche andere ehemalige NS-Amtswalter aus Rumänien wie Alfred Bonfert, Wolfram Bruckner, Kaspar Hügel, Josef „Sepp“ Schmidt, Michael Stocker und Heinrich Zillich zusammenkamen.
1982 erhielt Csallner den Kulturpreis der Landsmannschaft der Siebenbürger Sachsen.